# Радд, Эмбер
Э́мбер Радд (англ. Amber Rudd; род. 1 августа 1963, Лондон) — британский политик, министр труда и пенсий (2018—2019).
Министр энергетики и борьбы с изменением климата во втором кабинете Дэвида Кэмерона (2015—2016), министр внутренних дел Великобритании с 13 июля 2016 года по 29 апреля 2018 года в первом и втором кабинетах Терезы Мэй.

## Биография

### Деловая карьера
Окончила Челтнемский женский колледж и Эдинбургский университет. Хотя в университете Радд изучала историю, по его окончании она пришла на работу в инвестиционный банк J.P. Morgan & Co., а затем работала в области венчурного капитала. Кроме того, участвовала в съёмках фильма «Четыре свадьбы и одни похороны» в качестве «координатора аристократии» и сама попала в кадр в одном из эпизодов.

### Политическая карьера
В 2005 году участвовала в парламентских выборах, но потерпела поражение в избирательном округе Ливерпуль Гарстон.
Парламентские выборы 6 мая 2010 принесли Эмбер Радд победу в избирательном округе Хэстингс и Рай в графстве Восточный Суссекс, где её кандидатуру выдвинула Консервативная партия. Радд заручилась поддержкой 41,1 % избирателей против 37,1 %, оказавших доверие сильнейшему из её соперников, лейбористу Майклу Фостеру.
В сентябре 2012 года Эмбер Радд стала парламентским личным секретарём канцлера казначейства Джорджа Осборна, в апреле 2013 года она успешно пережила период резкой критики после того, как негативно отозвалась о своём избирательном округе. В октябре того же года перешла на работу в офис парламентского организатора, а 15 июля 2014 года назначена парламентским помощником министра (Parliamentary undersecretary of state) в Департамент энергетики и изменения климата.
7 мая 2015 года состоялись очередные парламентские выборы, на которых Радд победила в своём прежнем округе с результатом 44,5 % голосов. Сильнейший из её соперников, лейбористка Сара Оуэн (Sarah Owen), получила только 35,1 %.

### В правительстве Кэмерона
11 мая 2015 года Дэвид Кэмерон сформировал по итогам выборов новый кабинет, в котором Эмбер Радд получила кресло министра энергетики и борьбы с изменением климата.
Уже в мае 2015 года она столкнулась с трудной ситуацией: компания Halite Energy Group обратилась в её ведомство за разрешением на хранение газа в старых соляных разработках на территории графства Ланкашир. Однако, интересы этой компании представляла лоббистская фирма Finsbury, принадлежащая родному брату министра — Роланду Радду, человеку с неоднозначной репутацией, ранее проводившему кампанию за вступление Великобритании в зону евро. Эмбер Радд отказалась принимать решение по данному вопросу, но представители министерства объяснили такой исход не конфликтом интересов, а нецелесообразностью проекта как такового.
9 июня 2016 года приняла участие в дебатах телекомпании ITV по вопросу референдума о выходе Великобритании из Евросоюза. Вместе с Николой Стёрджен и Анджелой Игл Эмбер Радд отстаивала позицию сохранения членства в противостоянии с бывшим мэром Лондона Борисом Джонсоном, Андреа Лидсом и Гизелой Стюарт, которые доказывали необходимость выхода.

### В правительствах Мэй
13 июля 2016 года была назначена новым министром внутренних дел Великобритании в кабинете Терезы Мэй.
22 марта 2017 года совершён теракт на Вестминстерском мосту в Лондоне (2017).
22 мая 2017 года после концерта американской певицы Арианы Гранде произошёл взрыв в Манчестере.
3 июня 2017 года состоялся новый теракт в Лондоне в форме наезда автофургона на прохожих и последующих нападений террористов с ножами.
8 июня 2017 года на досрочных парламентских выборах Радд одержала победу в своём округе Хастингс и Рай, получив 46,9 % голосов и улучшив свой предыдущий результат на 2,3 %. Однако, преимущество над основным соперником (на сей раз им оказался лейборист Питер Чауни), в отличие от выборов 2015 года, сократилось до минимума — того поддержали 46,2 % избирателей.
11 июня 2017 года получила портфель министра внутренних дел во втором правительстве Терезы Мэй.
В ночь на 19 июня 2017 года состоялось нападение на верующих у мечети в Финсбери Парк в Лондоне с использованием автофургона.
29 апреля 2018 года подала премьер-министру Терезе Мэй прошение об отставке, которое было удовлетворено. Радд приняла это решение вследствие скандала, возникшего после публикации газетой The Guardian 28 апреля письма Радд премьер-министру от 2017 года, в котором она заявила своей целью увеличение количества депортаций нелегальных иммигрантов на 10 %, что противоречило её утверждению в выступлении перед членами Палаты общин о неосведомлённости в наличии таких целевых показателей у ведомства внутренних дел (27 апреля та же газета обнародовала внутренний меморандум для членов кабинета по этому же вопросу). 200 парламентариев подписали письмо протеста против такой политики, а весь эпизод был воспринят как несправедливость, допущенная властями по отношению к иммигрантам «поколения Уиндраш». Так называлось военно-транспортное судно, доставившее в 1948 году переселенцев из стран Карибского бассейна в рамках кампании оказания помощи странам Содружества, терпящим лишения вследствие участия во Второй мировой войне на стороне Великобритании. В тот период привлечение рабочей силы из-за рубежа поощрялось, и по закону 1971 года иммигранты «поколения Windrush» получили право навсегда остаться в стране. Однако, в 2012 году, когда Тереза Мэй была министром внутренних дел, было ужесточено законодательство, и некоторые из тех переселенцев были признаны незаконными иммигрантами.
16 ноября 2018 года вернулась во второе правительство Мэй, получив портфель министра труда и пенсий после отставки Эстер Макви.

### В правительстве Джонсона
24 июля 2019 года вновь назначена министром труда и пенсий, а также министром по делам женщин и равенства при формировании первого правительства Бориса Джонсона.
7 сентября 2019 года ушла в отставку из правительства, а также покинула фракцию Консервативной партии в Палате общин, обвинив Бориса Джонсона в «политическом вандализме» и заявив, что вошла в правительство с отчётливым пониманием — выход из Евросоюза без соглашения о его условиях является одной из возможностей, но теперь не верит, что заключение такого соглашения является главной целью кабинета.

### Вне Консервативной партии
После принятия Палатой общин решения о назначении досрочных выборов 12 декабря 2019 года объявила 30 октября об отказе от выставления на них своей кандидатуры, но уточнила, что не уходит из политики.

## Личная жизнь
В 1990 году Эмбер Радд вышла замуж за писателя А. А. Джилла, имеет от него двоих детей: Флору и Гектора. В 1995 году супруги развелись.